# Ixodiphagus
Ixodiphagus is een geslacht van vliesvleugeligen uit de familie Encyrtidae. De wetenschappelijke naam van dit geslacht is voor het eerst geldig gepubliceerd in 1907 door Howard.

## Soorten
Het geslacht Ixodiphagus omvat de volgende soorten:
- Ixodiphagus brunneus (Girault, 1925)
- Ixodiphagus ephres Noyes, 2010
- Ixodiphagus godens Noyes, 2010
- Ixodiphagus hirtus Nikol'skaya, 1950
- Ixodiphagus hookeri (Howard, 1908)
- Ixodiphagus mysorensis Mani, 1941
- Ixodiphagus rogana Noyes, 2010
- Ixodiphagus sagarensis (Geevarghese, 1977)
- Ixodiphagus satan Noyes, 2010
- Ixodiphagus sureshani Hayat & Kazmi, 2011
- Ixodiphagus tadystes Noyes, 2010
- Ixodiphagus taiaroaensis Heath & Cane, 2010
- Ixodiphagus texanus Howard, 1907
- Ixodiphagus theilerae (Fiedler, 1953)